# Safran Aero Boosters
Safran Aero Boosters, anciennement Techspace Aero, est une société de techniques avancées qui se situe dans la banlieue liégeoise, dans le parc industriel des Hauts-Sarts. Safran Aero Boosters conçoit, développe et produit des modules, des équipements et des bancs d’essais pour les moteurs aéronautiques et spatiaux.
La société emploie près de 2 000 personnes incluant ses deux filiales aux Etats-Unis. Elle appartient au groupe Safran, issu de la fusion en 2005 de Snecma et Sagem. En 2024, son chiffre d'affaires est de 895 millions d'euros dont 100 % réalisé à l'exportation. Environ 15 % de son chiffre d'affaires est consacré à la recherche, technologies et développement.

## Historique

logo de 2010 à 2016.

Dès 1949, la FN Herstal fabrique des moteurs à réaction Derwent, conçus par Rolls-Royce, pour des biréacteurs anglais Gloster Meteor de la force aérienne belge. Elle en produira 1 000 entre 1949 et 1954. Elle produira ensuite d'autres moteurs dont ceux des Fouga Magister et des F-104 Starfighter.
En 1964, participant au programme ELDO, elle produira les moteurs-fusées Blue Streak du premier étage de la fusée Europa.
En 1977, un contrat surnommé « contrat du siècle » est signé, la FN va effectuer l'assemblage des moteurs F100 pour les F16. À la suite de ce contrat, la FN entame la construction d'un nouveau site d'assemblage à Milmort. L'inauguration de ce site a lieu en 1979.
En 1987, FN moteurs devient indépendante de la fabrique d'armes FN Herstal. Le groupe Snecma en prend le contrôle en 1989 et la société prend le nom Techspace Aero en 1992.
La collaboration avec Snecma porte essentiellement sur le CFM56, un turboréacteur qui équipe entre autres les Airbus A320 et A340, les Boeing 737 et Douglas DC-8.
En 2005, le groupe Snecma est intégrée au groupe Safran, lors de la fusion de Snecma et de Sagem.
En 2016, toutes les sociétés du groupe prennent le nom Safran, et Techspace Aero est renommé Safran Aero Boosters.

## Produits et services

### Les boosters (Compresseur basse-pression)
Safran Aero Boosters produit principalement des compresseurs basse pression pour turboréacteurs. Le principal produit est pour le moteur LEAP qui motorise l'Airbus A320 NEO, le Boeing 737 Max, ainsi que le Comac C919. Le LEAP est le successeur du CFM56. Ces moteurs sont développés par CFM International, une alliance de Safran et General Electric.
L'entreprise produit également des composants pour plusieurs autres moteurs dont le CF34, le Passport, le GEnx, le GP7200 ou encore le GE9X.

### Pièces de structure du moteur F135
Safran Aero Boosters a signé un Memorandum of Understanding (MoU) avec Pratt & Whitney le 10 décembre, concernant un projet de recherche et technologie pour réaliser des pièces de structure du moteur F135 de Pratt & Whitney, équipant l'avion de combat F35.
Safran Aero Boosters et la société flamande BMT Aerospace seront partenaires dans le cadre de ce MoU.

### Les systèmes de lubrification
Les systèmes de lubrification servent à acheminer l'huile dans les différentes parties de moteurs d'avion. Les groupes de lubrifications sont produits sur site. Certaines pièces de ces groupes de lubrification sont fabriquées en impression 3D. L'entreprise a d'ailleurs été la première entreprise à certifier des pièces métalliques conçues en fabrication additive afin qu'elles puissent voler sur un avion de ligne.
Safran Aero Booster vise également à développer des échangeurs de chaleurs imprimés en 3D.

### Bancs d'essais
Safran Aero Boosters a une division Test Cells qui développe des bancs d'essais pour moteurs d'avion. Les tests incluent des simulations de conditions de vol et sont effectués sur tous les nouveaux moteurs ainsi que ceux ayant subi des réparations.
En plus des bancs d'essais que l'entreprise conçoit pour ses client, elle dispose de ses propres bancs d'essais sur son site de Liers.

### Le secteur spatial
Safran Aero Boosters produit des vannes pour les fusées européennes Ariane 5 et Ariane 6.
En juillet 2016, Safran Aero Boosters a annoncé la signature d’un important contrat avec Airbus Safran Launchers (ASL) pour le développement d’équipements de régulation, principalement des vannes pour le système de propulsion de la future fusée européenne Ariane 6, qui va entraîner une production quadruplée de ces pièces à Herstal situé en province Liégeoise en Belgique.
Ce contrat concerne le développement, la certification puis la production de vannes pour le moteur Vulcain (moteur-fusée) 2.1 de l’étage inférieur d’Ariane 6 ainsi que d’équipements importants et de haute technologie pour l’étage propulsif Vinci (moteur-fusée).

### Annonce de Safran Blades
En décembre 2022, François Lepot, Directeur Généréral et Administrateur délégué de Safran Aero Boosters annonce la création d'une nouvelle usine d’aubes de compresseur pour moteurs aéronautiques en partenariat avec les pouvoirs publics belges et wallons, qui doit être implantée à Marchin. Représentant un investissement de 50 millions d’euros, cette usine doit produire des aubes de compresseur en titane, notamment pour le CFM International LEAP. Nommée Safran Blades, elle est créée en partenariat avec les pouvoirs publics fédéraux belges et wallons, Wallonie Entreprendre (WE) et la Société Fédérale de Participations et d'Investissement (S.F.P.I.M). Safran Aero Boosters est majoritaire avec 56 % et les deux partenaires détiennent chacun 22 %.
Selon L'Écho, l'usine de Marchin va permettre à Safran Aero Boosters de maîtriser toute sa chaîne d'approvisionnement.

## Situation financière

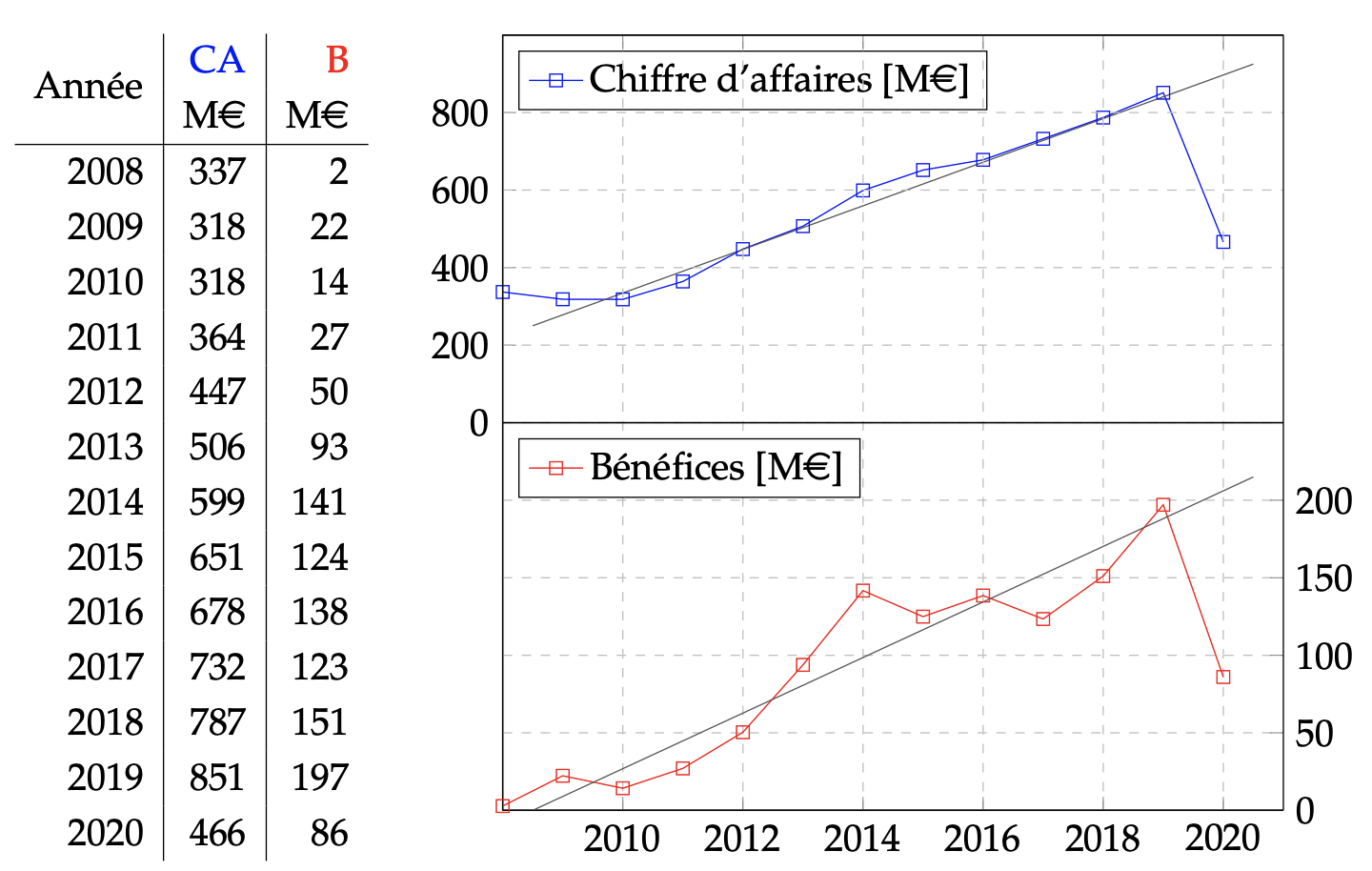
Impact du Covid19 et de la crise du 737max sur la situation financière de Safran Aero Boosters

### Actionnariat
- Safran : 67 %
- Région wallonne : 31 %
- Société fédérale de participations et d'investissement : 2 %

### Crise du Boeing 737 MAX et du COVID-19
Le booster du moteur LEAP qui équipe le Boeing 737 MAX est le produit phare de Safran Aero Booster. Après que cet avion a été interdit de vol à la suite de deux accidents mortels, la production est stoppée en janvier 2020. En 2020 également, la crise sanitaire du COVID-19 a frappé le secteur de l'aviation.
Les résultats financiers de l'entreprise ont chuté lors de ces deux crises. Ce qui a poussé l'entreprise à mettre des employés au chômage et à arrêter les embauches de nouveau personnel..
L'amélioration des conditions sanitaires et une reprise progressive du secteur aérien ont permis à l'entreprise de reprendre ses activités d'embauche en 2021.

## Violations de l'embargo de l'ONU sur l'export d'armes
En 2021, plusieurs ONG, dont Amnesty International ainsi que la Ligue des droits humains, ont pointé du doigt Safran Aero Boosters et trois autres entreprises belges pour avoir indirectement fourni des ressources militaires à la Libye et la Syrie. Safran Aero Boosters fournit des pièces de moteur pour l’avion militaire Airbus A400M Atlas, utilisé par l'armée turque.
Les pièces produites par les entreprises d'armement belges finissent dans les avions militaires turcs et servent à alimenter les conflits en Libye, en Syrie et au Nagorny-Karabakh. [...] Elles [les associations] ont cité un rapport de l'Organisation des Nations unies (ONU) qui a montré que 34 vols d'A400M turcs vers la Libye étaient en violation de l'embargo sur les armes imposé par l'organisation intergouvernementale en 2011.

## Conflit Israélo-palestinien
En mars 2025, des enquêtes de la VRT/RTBF révèlent l’implication indirecte de Safran Aero Boosters dans la chaine d'approvisionnement de composants du moteurs F110 du motoriste américain General Electric et intégrés dans des chasseurs F‑15. Ces chasseurs sont notamment utilisés par l'armée israélienne dans le conflit Israélo-palestinien.